# Білл Преді
Вільям Скотт Преді (англ. William Scott Prady; нар. 7 червня 1960, Детройт) — американський телевізійний сценарист і продюсер, відомий роботою над «Теорія великого вибуху» (2007-2019) і «Маппети» (2015-2016), а також він був виконавчим продюсером «Дарма та Ґреґ» (1997-2002), «Доброго ранку, Маямі» (2003) та «Дівчата Ґілмор» (1997-2002).

## Фільмографія

### Кіно
| Рік  | Продукт                           | Роль                             |
| ---- | --------------------------------- | -------------------------------- |
| 1993 | «Пісні Біллі Банні»               | сценарист; фільм direct-to-video |
| 1994 | «Класичний театр маппетів»        | сценарист; фільм direct-to-video |
| 1995 | «Ось і чудовиська»                | сценарист; телефільм             |
| 2020 | «Білл і Тед зіткнулися з музикою» | науковець #1                     |

### Телебачення
| Рік       | Продукт                               | Роль                                            |
| --------- | ------------------------------------- | ----------------------------------------------- |
| 1985–1986 | «Не можна таке робити на телебаченні» | сценарист                                       |
| 1987      | «Скеля Фреґґлів: Анімаційний серіал»  | сценарист                                       |
| 1989      | «Година Джима Генсона»                | сценарист                                       |
| 1990      | «Шоу Косбі»                           | сценарист                                       |
| 1990      | «Чарівний світ Disney»                | сценарист                                       |
| 1990      | «Свято маппетів і Джима Генсона»      | сценарист; спеціальний випуск                   |
| 1991      | «Одружені... та з дітьми»             | сценарист                                       |
| 1991      | «Шоу Керола Бернетта»                 | сценарист                                       |
| 1995      | «Людина-качкодзьоб»                   | сценарист, епізод: «Історія Нижнього Іст-Сайду» |
| 1994–1996 | «Життя як сон»                        | сценарист, редактор, продюсер                   |
| 1995–1997 | «Кароліна в місті»                    | сценарист, продюсер                             |
| 1999      | «Зоряний шлях: Вояджер»               | сценарист                                       |
| 1997–2002 | «Дарма та Ґреґ»                       | сценарист, виконавчий продюсер                  |
| 2003      | «Доброго ранку, Маямі»                | сценарист, виконавчий продюсер                  |
| 2004–2005 | «Дівчата Ґілмор»                      | сценарист, виконавчий продюсер                  |
| 2005      | «Пов'язані»                           | сценарист, виконавчий продюсер                  |
| 2006      | «Два з половиною чоловіки»            | сценарист                                       |
| 2007–2019 | «Теорія великого вибуху»              | творець, сценарист, виконавчий продюсер         |
| 2015–2016 | «Маппети»                             | творець, сценарист, виконавчий продюсер         |
| 2017–2021 | «Юний Шелдон»                         | виконавчий консультант, консалтинговий продюсер |